# Dieter Vohs
Dieter Vohs (Magdeburgo, 18 giugno 1935) è un ex pallanuotista tedesco orientale.
Ha fatto parte della Squadra Unificata Tedesca ai Giochi di Tokyo 1964.